# Homestar Runner
Homestar Runner es una serie de dibujos animados estadounidense creada en Adobe Flash y distribuida digitalmente. Mezcla el humor surrealista con referencias a la cultura popular de las décadas de los 70, 80 y 90, especialmente a los videojuegos, televisión y música.
Empezó con un libro para niños llamado The Homestar Runner Enters the Strongest Man in the World Contest, pero durante sus últimos años se ha dirigido a adolescentes y adultos jóvenes. El sitio contiene episodios cortos, juegos, descargas y una tienda, mediante la cual se mantiene al sitio sin publicidad.

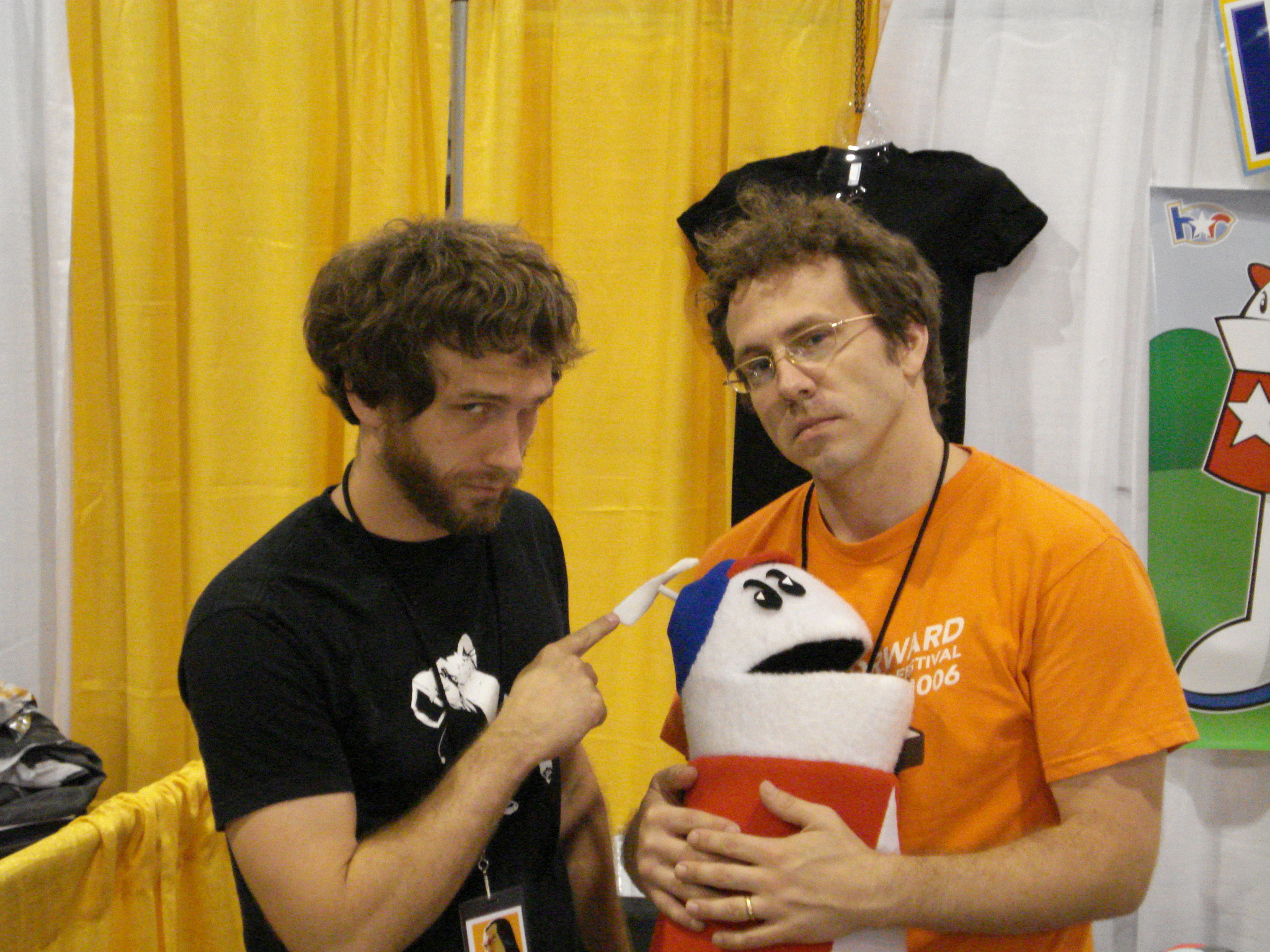
Mike y Matt Chapman, creadores de la serie.

## Personajes
- Homestar Runner:

"Todos aman a Homestar Runner. El es un atleta sin igual". Hizo su primera aparición en el libro original. Es interesante notar que no tiene brazos visibles de ninguna especie y, aun así, puede manipular objetos como si nada.
- Pom Pom:

Pom Pom (también escrito Pom-Pom) ha sido citado como el mejor amigo de Homestar Runner en varias ocasiones. Sin embargo, también se le ha visto con Maloso e incluso con otros personajes menos populares. Desde su primera aparición, su personalidad se ha vuelto más presuntuosa ante los demás, se comunica únicamente a través de sonidos que asemejan burbujas.
- Maloso:

Haciendo su debut en el libro original, Maloso era el villano cliché de la serie. Sin embargo, su personalidad se ha vuelto más de un simple bully que de un verdadero villano. Tiene su propio "programa" el cual protagoniza, el llamado Los Correos de Maloso, una actualización semanal donde responde un correo electrónico de un fanático. Es el personaje más reconocido del sitio, más aún que el propio Homestar.
- Enojoso y Tristoso:

Son hermanos de Maloso, menos populares que él. Enojoso se reconoce por ser grande y cuadrado y , como su nombre lo indica, estar enojado la mayor parte del tiempo, en contraste de Tristoso, quien es redondo y se caracterizaba en los primeros días del sitio por ser depresivo, aunque ya casi no se le ve triste para nada.
- Bubs:

Bubs es un vendedor local, y tiene una tienda llamada "La tienda de Bubs". Corre, tras la tienda un mercado negro, donde vende cosas normalmente ilegales para vender en su tienda. Su boca esta permanentemente cerrada en una sonrisa mostrando sus dientes.
- Coach Z:

Coach Z es un árbitro, aunque no parece saber que es una pelota de baloncesto. Viene de un país extraño, donde supuestamente era un rapero reconocido. También ha lanzado sencillos en su país actual. Se caracteriza por tener un acento mexicano, cruzando al Caló
- El Truco:

El Truco es la mascota de Maloso (de quién recibe patadas frecuentemente) y el mejor amigo de Enojoso. Su lema es "Ninguna Regla es Sólida". Según la memoria de Maloso, salió de un huevo, acompañado de palitos de pescado.
- Marzipan:

Marzipan ha sido nombrada como la novia de Homestar Runner (y ese fue al parecer su función original cuando fue introducida), sin embargo, tiene muchas otras razones que se sumaron con el tiempo. Maloso la describe como "Una hippie apestosa, sin el olor". Curiosamente, puede tocar la guitarra sin brazos ni manos.
- El Rey de la Ciudad:

Frecuentemente descrito como un glotón, el rey tiene un poder limitado sobre los habitantes de su país. Sin embargo, ha sido evidente que no se le obedece en muchas cosas, y su palabra no es totalmente la ley. El Cochambrero es uno de sus sirvientes, y su trabajo consiste de palar materia fecal (Referida como porqueria en la serie).
- Homsar:

Un personaje errático, creado a partir de la palabra "Homestar" mal escrita en un capítulo de Los Correos de Maloso (El número 2, para ser específicos). Este personaje parece tener una mala relación con la mayoría de habitantes del país. Sin embargo, Homestar Runner lo ha admirado en ocasiones, y es descrito como el único amigo de Tristoso. Tiende a hablar en formas indirectas, a veces simplemente diciendo palabras sin sentido.